# Idioma aticum
El aticum (o también atikum, uamué o huamoé) es una lengua indígena actualmente extinta hablada hasta principios del siglo xx en el NE de Brasil por uamué, que ahora solo hablan portugués. Se conocen solo unas pocas listas de palabras, por lo que su clasificación filogenética es bastante dudosa, por lo que se considera una lengua no clasificada.

## Listas de palabras
En 1961 se dirigió una encuesta destinada a encontrar a los últimos hablantes de lenguas del noroeste de Brasil, el trabajo fue publicado por Meader (1978). En esa encuesta se encontraron unos pocos aticum que eran capaces de recordar algunas palabras, aunque ya no eran hablantes fluyentes de la lengua. Esas listas presentan varios problemas ya que cerca de la mitad de las palabras son términos prestados del portugués, y en ellas aparecen un buen número de términos prestados de las lenguas tupí-guaraníes (palabras para 'madre', 'plátano' y 'dios') y del idioma fulnió (palabra para 'fuego').
agua mí áŋga
cabeza kaká
cabello kakaí
cachorro kašuí
carne otíši
niño guřituí
fuego toé
humo paká
muchas kalatuí
muchas cabezas kalatuí kaká
oveja alvεmąá
olla múnduřu
sol šařóla
persona sucia šúva d̯yá